# 뉴에이지 음악

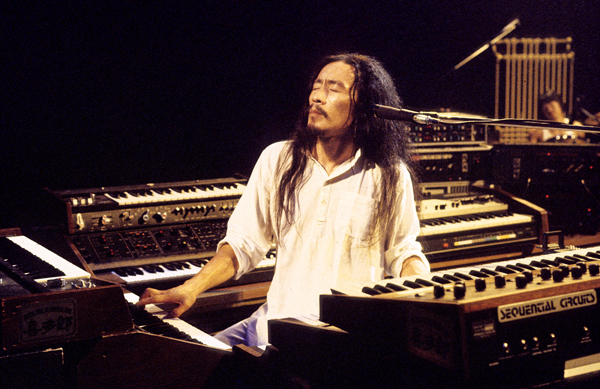

뉴에이지 음악(new-age music)은 뉴에이지 운동을 음악적 표현으로 재해석한 음악 장르이다. 초기에는 뉴에이지 운동에서 영향을 받아 상당히 신비주의적이고 명상 음악적인 느낌을 띄었지만, 현재는 점차 확산되면서 그 범주가 점점 넓어졌다.
뉴에이지 음악은 명상이나 영감을 주기 위함이나 긴장완화, 기분해소 등의 목적을 가지고 만들어지는 음악이다. 특히 뉴에이지 사상에서 중요한 요가나 명상에 주로 사용하기 위해 만들어지는 음악으로서 어떠한 철학적 메시지나 음악적인 형식을 가지는 것이 아니라 다른 차원으로 가는 의식, 무의식의 영역에 들어갈 수 있도록 도와주는 역할을 한다.
어쿠스틱 악기로 많이 사용하지만 신디-패드 같은 전자악기로도 시퀀스의 형태로 많이 쓰이기도 한다.
예) Bertysolo: L‘effet Mer
특히나 뉴에이지 사상은 내면의 나를 일깨워 궁극, 초월의 세계에 진입해 내 자신이 신적인 존재가 될 수 있다는 esotericism을 기반으로 한 사상으로, 뉴에이지 음악은 이런 사상을 정신적으로 돕는 강력한 도구이다.
뉴에이지 운동에 대해 모르고 이런 음악을 접한 사람들은 단지 듣기 편한 연주 음악이라고 생각하면 그것을 뉴에이지 음악이라고 불렀다. 그래서 이전까지는 뉴에이지로 분류되지 않던 세미클래식이나 피아노 연주곡까지 전부 뉴에이지라고 불리게 되었다.
일부 음악가들은 뉴에이지의 강한 종교적인 의미때문에 자신의 음악을 뉴에이지라고 불리는 것을 꺼려한다. 대표적으로 개신교 신자인 이루마, 조지 윈스턴, 정교회 신자인 야니, 반젤리스 등이 있다.

## 특징
- 피아노와 같은 전통악기는 물론 신디사이저나 어쿠스틱 악기를 이용해 동서양의 교감을 표현해 편안하고 감미로운 느낌이 든다. 이 때문에 스트레스 해소나 심리치료, 명상음악으로 사용되기도 한다.
- 1980년대초부터 시작된 음악으로서 자연의 소리를 표현하기 위하여 만들어진 음악 장르라고 할 수 있다.
- 무드 음악, 환경 음악, 무공해 음악이라고 부르기도 한다.
- 1986년부터 그래미상에 ‘뉴에이지 음악’ 부문이 신설됨으로써 하나의 음악 장르로 정착되었다.

### 관련 음악가
대표적인 뉴에이지 아티스트로는 조지 윈스턴, 앙드레 가뇽 등을 꼽을 수 있으며 대한민국 1세대 뉴에이지 음악가로는 김광민, 문세혁 이후 이루마, 전수연 등이 2세대 뉴에이지 음악가로 활동 중이다.
| 이름          | 국적     |
| ------------- | -------- |
| 앙드레 가뇽   | 캐나다   |
| 스티브 바라캇 | 캐나다   |
| 조지 윈스턴   | 미국     |
| 김광민        | 대한민국 |
| 이루마        | 대한민국 |
| 전수연        | 대한민국 |
| 유키 구라모토 | 일본     |
| 사사키 이사오 | 일본     |
| 히사이시 조   | 일본     |
| 엔야          | 아일랜드 |
| 반젤리스      | 그리스   |

## 같이 보기
- 뉴에이지